# Maroshegyi iskolás járat
A maroshegyi iskolás járat a KNYKK székesfehérvári, a Balatoni út 79. és az Autóbusz-állomás között közlekedő autóbuszjárata volt. Csak iskolai előadási napokon közlekedett. Az eddig ki nem szolgált Maroshegy északi részéről vette fel az utasokat. A Nagyváradi utca – Nagyszebeni utca – Székely utca – Nagybányai utca – Brassói utca – Rádió utca – Vásárhelyi utca – Batthyány utca – Csikvári utca – Széchenyi utca – Autóbusz-állomás útvonalon közlekedett.

## Járművek
A maroshegyi szűk utcák és a kevés utas miatt általában szólóbusz közlekedett a vonalon, de előfordult már Volvo 7000A is. Először Volvo B10L-SN12 és Ikarus 412 típusú buszok jártak, az utolsó hónapokban pedig Mercedes-Benz Citaro és Alfa Cívis 12.

## Története
Mivel a Maroshegy belső részén lakóknak nehézkes volt az iskolába és munkába való járás a buszmegállók messzesége miatt, 2010. december 13-án elindították ezt a járatot. Először iskolai előadási napokon közlekedett és csak az Autóbusz-állomás irányába 7.00 órai indulással. 2014. október 1-jétől elindításra került egy délelőtti és egy délutáni járat is. A délelőtti járat az Autóbusz-állomástól 10 órakor indult, mely a maroshegyi hurok megtétele után visszatért a belvárosba, míg 16.15-ös délutáni járat csak Maroshegyig közlekedett az Autóbusz-állomástól. Utoljára 2017. április 12-én közlekedett a Brassói út felújítása miatt, hivatalosan a tavaszi szünet végén, 18-án szűnt meg.

### Utód
A maroshegyi iskolás járat kétségkívül egy kompromisszumos megoldás volt, így a Brassói út felújítása után már nem fog visszatérni, helyette a tervek szerint 2017. november 1-jén elindul a 40-es és 41-es (valójában a 43-as és 44-es vonal meghosszabbítása a Maroshegy felé). Ezáltal mindennap 45 percenként lesz busz Maroshegy északi részén, csúcsidőn kívül is, mely a kórházat és a vasútállomást is érinteni fogja. Ez 40 948 224 Ft-ba fog kerülni évente.

## Útvonala
| Balatoni út 79. – Autóbusz-állomás | Balatoni út 79. – Autóbusz-állomás |
| --- | ---------------------------------- |
| - Balatoni út - Nagyváradi utca - Nagyszebeni utca - Székely utca - Nagybányai utca - Brassói utca - Balatoni út - Rádió utca - Vásárhelyi utca - Batthyány utca - Csikvári út - Széchenyi utca - Vörösmarty tér - Piac tér, Autóbusz-állomás |                                    |

## Megállóhelyei
| 0  | Balatoni út 79. induló végállomás  | |
| 2  | Nagyszebeni utca 9.                | |
| 3  | Nagyszebeni utca 39.               | |
| 4  | Nagyszebeni utca 107.              | |
| 6  | Székely utca, Szalontai utca       | |
| 7  | Nagybányai utca 24.                | |
| 8. | Nagybányai utca 12.                | |
| 9  | Brassói utca 88.                   | |
| 10 | Brassói utca 42.                   | |
| 13 | Rádió utca / Óvoda                 | |
| 14 | Vasúti sorompó                     | 11, 11A |
| 19 | Horvát István utca                 | 11, 11A, 11G, 12, 12A, 12Y, 15, 15A, 15Y |
| 21 | Református Általános Iskola        | 11, 11A, 11G, 12, 12A, 12Y, 13, 13A, 13G, 15, 15A, 15Y, 22, 23, 23E, 24, 25, 26, 26A, 36, 37, 38, 43, 44                                    |
| 23 | Autóbusz-állomás érkező végállomás | 10, 11, 11A, 11G, 12, 12A, 12Y, 13, 13A, 13G, 14, 14G, 15, 15A, 15Y, 26, 26A, 26G, 27, 36, 37, 38, 43, 44 Helyközi buszok Távolsági járatok |